# Ulestraten

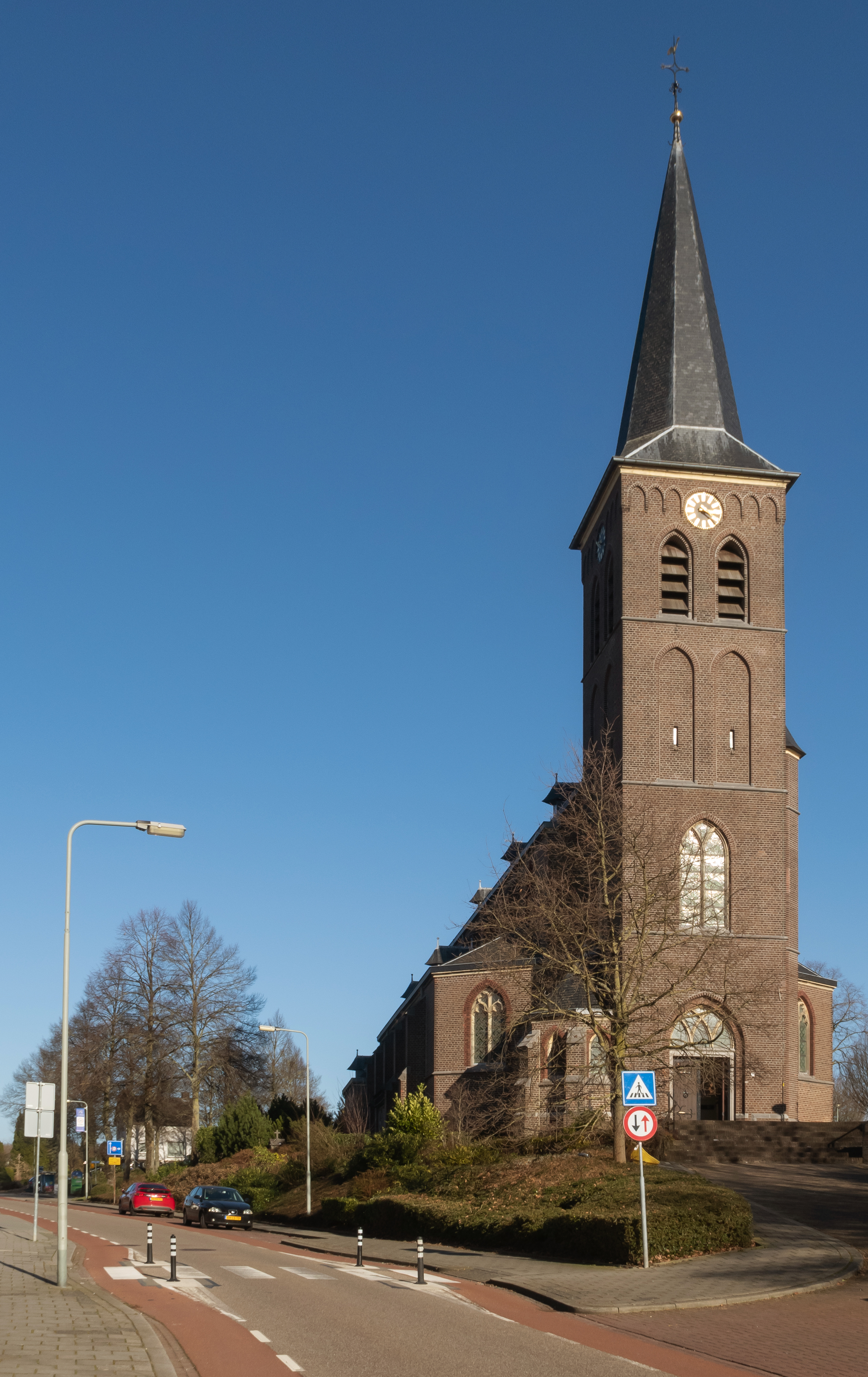
L'église (Sint-Catharinakerk)

Ulestraten, en limbourgeois Ulesjtraote, est un village néerlandais situé dans la commune de Meerssen, dans la province du Limbourg néerlandais. Le 1er janvier 2007, le village comptait 2 640 habitants.

## Histoire
Ulestraten a été une commune indépendante jusqu'au 1er janvier 1982, date de son rattachement à Meerssen.